# WWW (金在中专辑)
《WWW》（Who，When，Why）是韩国歌手金在中的首张个人正规专辑。专辑于2013年10月29日正式发行。发售三天之际，金在中一跃跻身到2013年Hanteo歌手榜第四位，Solo歌手第一位的位置。

## 专辑简介
《WWW》是韩国男生实力歌手金在中于2013年10月29日发行的首张个人正规专辑。正规专辑《WWW》以摇滚为主, 其中金在中本人包揽了13首歌中10首歌曲的作词, 4首歌曲的作曲。该专辑包含多种音乐风格如Post-grunge（后车库滚）、Emocore（情绪摇滚）、Fork rock（民谣摇滚））、Dance tune（舞曲）、 Poppunk（流行朋克）及Britpop（英伦摇滚）等。并且专辑有众多才华音乐人如日本传奇乐队Glay成员Takuro、尹道贤、河东均、李向坤、龙俊亨等加入。
金在中用WWW来命名他这张正规专辑，表达的是从开始恋爱到结束的过程，Who，When，Why《WWW》。通过这张专辑在中表达了自己的爱情哲学。诉说着甜蜜情话、阳光灿烂的歌曲，到爱人离开后对她致歌思念，在中通过各种风格的摇滚歌曲表达了对爱情的理解：“我们在这个世界活着，呼吸着感受这个包含着万般形态的世界。爱，在我们的生活和价值中留下最深的痕迹。这是关于我们的故事，我们至少曾经有那么一次坠入爱河并为之焦灼。我想要清晰地记录我自己的爱的每一个阶段，从开始到结束。”
同时专辑封面照反映了金在中想通过本次专辑褪去有关自己的各种偏见，解除大众对于自己的固定的定位，而冲破框架以突出真正的自己牢牢站在土地上的意志。他说的自由是把自己如实的表现出来，而不是无意识中的抵抗。拍摄的时候，金在中不断提出多样的想法，打造了愉快的气氛。”

## 专辑曲目
| 金在中《WWW》 | 金在中《WWW》                                   | 金在中《WWW》         | 金在中《WWW》     | 金在中《WWW》 |
| 曲序          | 曲目                                            |                       | 作曲              | 时长          |
| ------------- | ----------------------------------------------- | --------------------- | ----------------- | ------------- |
| 1.            | 빛（光）                                        | 金在中                | 郑在烨            | 3:40          |
| 2.            | Don't Walk Away （Feat.龙俊亨 )                 | 金在中                | TEXU              | 3:36          |
| 3.            | Just Another Girl                               | 金在中,D.Brown,白武贤 | D.Brown，白武贤   | 3:11          |
| 4.            | Butterfly                                       | 金在中                | 会章仁,2JAJA      | 4:30          |
| 5.            | Rotten Love                                     | 金在中                | 金在中,权彬基     | 4:00          |
| 6.            | 햇살 좋은 날 （Feat.李尚坤 ）（阳光灿烂的日子） | 白武贤                | 白武贤            | 4:01          |
| 7.            | Let the Rhythm Flow                             | 金在中                | TEXU              | 4:07          |
| 8.            | 그랬지（是那样吧）                              | 金在中                | 金在中            | 3:58          |
| 9.            | Now is Good                                     | 尹道贤                | 尹道贤            | 3:36          |
| 10.           | 9+1#                                            | 金在中                | 金在中            | 3:47          |
| 11.           | Luvholic（Feat.河东均）                         | 金泰完                | 金泰完,251,High J | 2:49          |
| 12.           | Modern Beat                                     | 金在中，Takuro        | Takuro            | 3:31          |
| 13.           | Paradise                                        | 金在中                | 金在中,朴日       | 4:04          |
| 总时长：      | 总时长：                                        | 总时长：              | 总时长：          | 48:50         |

## 曲目介紹
1. 光
  - 金在中第一张正规专辐选择了这首节奏明快的歌曲作为开场。激烈的吉他与自典，绝眇的低音线( base line)伴彗金在中清亮的歌声，耳朵瞬间清醒过来，整首摇滚歌曲风格轻快明亮直接。整首歌完美融合了金在中诗靴美丽的歌词与颇吸引人的噪音。
2. Don't Walk Away （Feat.龙俊亨）
  - 带有舞曲风格的一首快节奏摇滚歌曲，金在中清新干净的噪音与龙俊亨彰显力量感的独特噪音融合贯穿全曲。 让挠们摆脱这个无聊叉刻板的世界，+表达着这样的意思，旋律逐渐加强，歌曲表达了希望与光明。
3. Just Another Girl（主打曲）
  - 金在中首张正规专辑主打歌曲，带有浓厚90年代中期的后车库摇滚歌曲，保留着相狂邋遢的典型不变，加上谛行歌曲的旋律使得大众更加容易般，忽略性别与年龄，这首歌适合倒日一个人听。愤怒的男人吼傅要离开他的女人做出最后的警告，通过金在中强有力的噪音，紧张又充满情绪的歌曲得到非常完美的诠释。
4. Butterfly
  - 激烈的吉他、鲜明的鼓点和金在中充满魅力噪音完美结合的一首旋律性摇滚歌曲。这首歌预先发行，并公开了录室乐队版本，受到了许多人的喜爱。《Butterfly》副歌伴唱部分非常突出，低音稳定，金在中高声调的噪音令人颤感清新，而且非常抓耳，听—遍就能记住并且很难忘掉。
5. Rotten love
  - 一首亚洲独立摇滚歌曲，主题旋律柔和，节奏强烈的摇滚即兴演奏片段，以及优美伴唱。钢琴的加入突　出袁达了女性的情感，而强烈的鼓点则表达了男性的情感，而通常情况下无法融合的俚俗主题与感性歌词，也由金在中的噪音神奇地和谐融合在一起。
6. 阳光灿烂的日子（Feat. 李尚坤） （韓語：햇살 좋은 날）（先行曲）
  - "带有舞曲风格的一首快节奏摇滚歌曲，金在中清新干净的噪音与龙俊亨彰显力量感的独特噪音融合贯穿全曲。 让挠们摆脱这个无聊叉刻板的世界，+表达着这样的意思，旋律逐渐加强，歌曲表达了希望与光明。
7. Let the Rhythm Flow
  - 另类摇滚风格的中速歌曲，节奏偏慢，金在中的嗓音融合在现代音乐，整首歌是一首非常舒服的摇滚歌曲，中毒性非常强，一旦听到金在中抓耳的歌声，随着歌词“让旋律流淌”，歌曲会一遍一遍萦绕于耳。
8. 是那样吧（韓語：그랬지）
  - 与其他歌曲比起来，这首歌的旋律与歌词都非常真诚与平实。金在中作词作曲，袁达的是—位还是无法接受分离的男人不得不让自己深爱的女人离开。就像金在中说的那样，这首歌非常　直接纯粹地袁达了男人无法忍受心爱女人离开的情感，歌曲中写着‘请再一次，即使你不想再看着我的双眼，请再一次握着我的双手’。优美的钢琴与金在中充满情感的歌声让整首歌曲犹如一封情书。
9. Now id Good
  - 受电影《Now is Good》的启发，这首歌曲有着浓厚的民谣摇滚风格，金在中的噪音非常平和与温暖。韩国最热摇滚歌手尹道贤与金在中的合作让大众对这首歌期待满满。
10. 9+1＃
  - 乐队伴奏非常强烈，接近硬核朋克和爆炸性吉他伴奏，金在中的歌声，加上完美呈现的情感与硬核朋克，这首歌带着明显的情绪摇滚风格。金在中亲自作曲，无停顿地倾泻对于利用爱情的女人的愤怒。
11. Luvholic （Feat.河东均）
  - 流行朋克歌曲（朋克摇滚与流行音乐结合），有金在中与河东均共同演绎。两者的声音在快节奏歌曲中完美结合呈现。这是一首非常独特，制作也很成熟的摇滚歌曲，而由金在中激烈与迷人的歌声，和河东均充满力量感的低音共同完美演绎，更加令人期待。
12. Modern beats
  - 这首歌由日本国民组合Glay成员Takuro专为金在中制作。非常独特，曲感明亮的摇滚歌曲，融合了J-rock风格。金在中本人也亲自做日语歌词，是对这个世界的宣誓“我们已坠爱河”。这份爱让你时刻感受到欢乐不能停止笑容，最后不得不咬住自己的嘴唇，这份爱意让你全身都感受到电意，甚至连鼻尖都在震颤，你想大声喊出你们的这份爱。
13. Paradise
  - 一首让人印象非常深刻的英伦摇滚歌曲，吉他显得神秘而梦幻，再加上优美明快的钢琴旋律，整首歌让你深深感受如诗般悲伤的旋律，和金在中极其感性的噪音。

## 专辑成绩
| 銷售站   | 排行榜       | 國家       | 时间               | 最高排名 | 備註 〈數量/歌曲/銷售佔比〉     |
| Hanteo   | 銷售榜       | 南韓       | 2013/10/28         | 1        | 19,453                          |
| Hanteo   | 銷售榜       | 南韓       | 2013/10/29         | 1        | 15,250                          |
| Hanteo   | 銷售榜       | 南韓       | 2013/10/30         | 1        | 10,158                          |
| Hanteo   | 銷售榜       | 南韓       | 2013/10/31         | 1        | 11,007                          |
| Hanteo   | 銷售榜       | 南韓       | 2013/10/28－11/03  | 1        | 62,698                          |
| Gaon     | 专辑销量榜   | 南韓       | 2013/10/27/－11/02 | 1        | ——                              |
| Gaon     | 专辑销量榜   | 南韓       | 2013/11/03-11/09   | 1        | ——                              |
| Gaon     | 专辑销量榜   | 南韓       | 2013/10            | 2        | 100,300                         |
| Gaon     | 专辑销量榜   | 南韓       | 2013               | 14       | 132,940                         |
| Gaon     | 數位音源榜   | 南韓       | 2013/10/13－19     | 18       | 阳光灿烂的日子（Feat.李尚坤 ）  |
| Gaon     | 數位音源榜   | 南韓       | 2013/10/27－11/02  | 43       | Just Another Girl               |
| Gaon     | 數位音源榜   | 南韓       | 2013/10/27－11/02  | 89       | 阳光灿烂的日子（Feat.李尚坤 ）  |
| Gaon     | 數位音源榜   | 南韓       | 2013/10/27－11/02  | 96       | Don't Walk Away （Feat.龙俊亨） |
| iTunes   | 综合单曲榜   | 日本       | 2013/10/15         | 1        | 阳光灿烂的日子                  |
| iTunes   | 综合单曲榜   | 香港       | 2013/10/15         | 1        | 阳光灿烂的日子                  |
| iTunes   | 综合单曲榜   | 台湾       | 2013/10/15         | 1        | 阳光灿烂的日子                  |
| iTunes   | 综合单曲榜   | 泰国       | 2013/10/15         | 1        | 阳光灿烂的日子                  |
| iTunes   | 综合单曲榜   | 越南       | 2013/10/15         | 1        | 阳光灿烂的日子                  |
| iTunes   | 综合专辑榜   | 日本       | 2013/10/29         | 1        | [ 2 ]                           |
| iTunes   | 综合专辑榜   | 泰国       | 2013/10/29         | 1        | [ 2 ]                           |
| iTunes   | 综合专辑榜   | 香港       | 2013/10/29         | 1        | [ 2 ]                           |
| iTunes   | 综合专辑榜   | 台湾       | 2013/10/29         | 1        | [ 2 ]                           |
| iTunes   | 综合专辑榜   | 新加坡     | 2013/10/29         | 1        | [ 2 ]                           |
| iTunes   | 综合专辑榜   | 菲律宾     | 2013/10/29         | 1        | [ 2 ]                           |
| iTunes   | 综合专辑榜   | 巴巴多斯   | 2013/10/29         | 1        | [ 2 ]                           |
| iTunes   | 摇滚专辑榜   | 马来西亚   | 2013/10/29         | 1        | [ 2 ]                           |
| iTunes   | 摇滚专辑榜   | 印度尼西亚 | 2013/10/29         | 1        | [ 2 ]                           |
| iTunes   | 摇滚专辑榜   | 立陶宛     | 2013/10/29         | 1        | [ 2 ]                           |
| iTunes   | 摇滚专辑榜   | 斯洛伐克   | 2013/10/29         | 1        | [ 2 ]                           |
| 五大唱片 | 日韓榜       | 臺灣       | 2013/10/25-31      | 1        | 23.08%                          |
| ORICON   | CD專輯排行榜 | 日本       | 2013/10/28－11/03  | 4        | [ 3 ]                           |